# Daniel V. Jones
Daniel Victor Jones (15 de abril de 1958 - 30 de abril de 1998) fue un hombre estadounidense que se suicidó en una autopista de Los Ángeles en 1998. El incidente fue retransmitido en directo por televisión desde helicópteros de noticias. Jones se suicidó como forma de protesta contra las organizaciones de mantenimiento de la salud después de que le diagnosticaran VIH positivo varios meses antes. Imágenes de su suicidio se mostraron en el documental de 2006 Bowling for Columbine.

## Biografía
Jones nació el 15 de abril de 1958 y era de Long Beach, California. Trabajó como trabajador de mantenimiento en el Hotel Renaissance en Long Beach, trabajo en el que trabajaba desde 1995. Vivía en un pequeño bungaló de dos dormitorios junto a un callejón de Long Beach. Vivía solo con su perra Gladdis, mestiza de labrador y galgo de siete años.
En abril de 1998
, Jones padecía VIH y cáncer. Sus vecinos y compañeros de trabajo desconocían que padecía algún problema de salud. Jones le confió a un amigo a principios de abril que había encontrado un crecimiento de color carne en su cuello. Al principio los médicos no estaban seguros de la causa, pero luego confirmaron que se trataba de cáncer. Jones creyó que su aseguradora de salud lo estaba engañando y también le dijo a su mejor amigo que era VIH positivo.

## Muerte

### Contexto
A finales de abril de 1998
, Jones creyó que iba a morir y decidió quitarse la vida de una manera que atrajera publicidad a su caso. Creía que no era culpa de nadie más que de él mismo por meterse en su situación. Más tarde se citaría a Jones diciendo: "No estoy contento con lo que está sucediendo en mi situación y voy a llamar la atención sobre ello de cualquier manera que pueda. Mi objetivo principal es que nadie más que yo salga lastimado".

### Suicidio
El jueves 30 de abril de 1998
, alrededor de las 3:00 horas. A las tres de la tarde, Jones, de 45 
años, estacionó su camioneta Toyota gris oscuro en el circuito de transición de Harbor Freeway (I-110) a Century Freeway (I-105) en Los Ángeles. Se sentó en la parte delantera de su camioneta con su perra Gladdis. Comenzó a apuntar con una escopeta cargada a los coches que pasaban por la autopista, lo que provocó que los automovilistas lo denunciaran a la policía. Luego, el propio Jones llamó al 911 y reveló que estaba emocionalmente angustiado por las organizaciones de mantenimiento de la salud del país (en Estados Unidos conocidas por sus siglas, HMO) y las circunstancias que rodearon su VIH. Dijo que sentía dolores debido al pobre tratamiento que le había dado su organización a cuyo cuidado había sido puesto. Se quejó de que le llevaría un mes programar una cita con un médico y otro mes obtener los resultados de una prueba. Como se confirmó más tarde, además de ser VIH positivo, Jones también padecía cáncer. Durante la llamada, disparó varias balas con su escopeta, una de las cuales atravesó el techo de su camioneta. Luego, las autoridades cerraron ambas autopistas cercanas a donde el incidente se desarrollaba, para impedir que nadie se acercase a él. Jones permaneció en su camioneta todo el tiempo, mientras la policía y los helicópteros de noticias monitoreaban sus movimientos. El Equipo de Armas Especiales del Departamento del Sheriff del Condado de Los Ángeles comenzó a reunirse y se posicionó a su alrededor. Luego, Jones buscó en una mochila que poseía y sacó ropa y una cinta de video. Luego comenzó a arrojar los objetos por encima del muro de la autopista. Luego, salió del camión y cruzó la autopista, ahora vacía por la intervención policial.
Jones desplegó una pancarta grande y cuadrada con letras blancas que decían: "¡¡Las HMO están en esto por el dinero!! Vivan libres, amen con seguridad o mueran". Había hecho la pancarta específicamente para la ocasión y la exhibió para que la vieran los helicópteros de noticias. Como hacía bastante viento en la interestatal en ese momento, Jones cargó la pancarta con un contenedor para evitar que se la llevara el viento. Continuó haciendo gestos obscenos y regresó varias veces a su camioneta para acariciar a su perra. Mientras las autoridades se preparaban para negociar con él, Jones de repente regresó a su camioneta y se sentó en el asiento delantero. Con la intención de quitarse la vida, encendió una bomba molotov dentro de su camión. De repente, el vehículo se incendió y quedó incendiado. Sin embargo, Jones salió del vehículo y cruzó corriendo la autopista mientras estaba envuelto en llamas y humo, con el pelo, los pantalones y los calcetines en llamas. Intentó apagar las llamas y logró quitarse los pantalones. Luego continuó deambulando luciendo aturdido y desorientado. Caminó hasta el borde de la autopista, gesticulando enojado. Parecía como si estuviera a punto de saltar de la autopista; sin embargo, cambió de opinión y se alejó del borde, antes de regresar a su camión en llamas. Momentos después, alrededor de las 15:50, Jones sacó su escopeta de la parte trasera del camión y luego cruzó la autopista. Colocó el cañón de la escopeta debajo de su barbilla, apretó el gatillo y se disparó en la cabeza. Luego cayó al suelo con las cámaras todavía grabando y transmitiendo el evento en vivo para los espectadores que lo miraban desde casa. Como era jueves por la tarde, fue presenciado por muchos niños, cuyas caricaturas extraescolares fueron interrumpidas para retransmitir el incidente. Jones murió 15 días después de cumplir 40 años.

### Secuelas
El enfrentamiento entre Jones y la policía duró cerca de 50 minutos. A la policía le preocupaba que todavía hubiera una bomba o varias trampas explosivas dentro del camión. Por lo tanto, tuvieron sus dudas en acercarse a la escena en su momento. Mientras tanto, el camión seguía ardiendo con la perra de Jones todavía atrapado en su interior. Finalmente, la policía se acercó al camión y registró su interior. Encontraron restos de varias bombas molotov, varios casquillos de escopeta y los restos carbonizados de la mascota, que había muerto en el incendio.
Durante el enfrentamiento, Jones había arrojado una cinta de vídeo por encima del muro de la autopista. Cuando las autoridades lo recuperaron, quienes vieron el video, descubrieron que se trataba de una nota de suicidio grabada en video por Jones el día anterior. En el video, se sienta en su sofá junto a su perra y dice: "No voy a luchar contra la enfermedad. Ha afectado mi sistema neurológico. No voy a terminar loco". Una fuente policial que vio el video dijo que Jones se quejó de que tenía dolor. La cinta de vídeo explicaba las motivaciones de Jones y le echaba la culpa de su suicidio. Según se informó, se consideraba "un hombre muerto". Después de decir esto, se despide.

## Críticas a la retransmisión en directo
Debido a que el suicidio de Jones fue presenciado por niños, muchos criticaron la práctica de las estaciones de televisión de Los Ángeles de transmitir en vivo las persecuciones policiales. El incidente provocó una ola de críticas a las transmisiones de noticias en vivo, proponiendo cambios en la forma en que se manejarían en el futuro. Un total de siete estaciones de televisión retransmitieron en directo el suicidio de Jones. Tanto el canal 5 de KTLA como el canal 11 de KTTV habían interrumpido la programación infantil para cubrir el suicidio, mientras que el canal 4 de KNBC había interrumpido El Show de Rosie O'Donnell. Tanto KNBC como KTLA tenían sus cámaras más enfocadas en la cobertura, por lo que los espectadores pudieron ver el suicidio gráfico con detalle. KNBC se disculpó diciendo: "No anticipamos las acciones de este hombre a tiempo para cortar, y lamentamos profundamente que alguno de nuestros espectadores haya visto esta tragedia en nuestro aire". La estación, así como la filial de Fox Broadcasting, ofrecieron a los espectadores números a los que podían llamar para recibir ayuda. KTLA también emitió un comunicado que decía: "KTLA comparte con sus espectadores su angustia".
El canal 2 de KCBS-TV pasó a un plano amplio antes de que Jones se quitara la vida porque, según informes, estaban preocupados por su comportamiento errático. Más tarde ese día, el canal trajo a un psicólogo al estudio para mantener una discusión en vivo sobre la cobertura de los medios en vivo de esta naturaleza. Más tarde emitieron un comunicado que decía: "Este es el peligro de la televisión en vivo, hay que estar alerta y estar listo para retirarse de inmediato". Según los informes, el canal 9 de KCAL-TV recibió aproximadamente 120 llamadas durante la transmisión antes de que Jones se quitara la vida, solicitando a la estación que cortara la historia antes de que las cosas se salieran de control.

## En la cultura popular
Las imágenes del suicidio de Jones se han mostrado en muchos documentales que describen el incidente. Apareció en el documental de Michael Moore de 2002 Bowling for Columbine.